# Sintea Mare
Sintea Mare (en hongrois : Csigérszőllős) est une commune du județ d'Arad, Roumanie qui compte 3 742 habitants.
La commune est composée de 3 villages : Adea, Sintea Mare et Țipar.

## Culture
D'après le recensement de 2011, la commune compte 3 742 habitants, en augmentation par rapport au recensement de 2002 où elle en comptait 3 669.